# Thomas Pereira
Thomas Pereira (en portugais Tomás Pereira), né le 1er novembre 1645 à Vila Nova de Famalicão, Braga, (Portugal) et décédé le 24 décembre 1708 à Pékin (Chine) était un prêtre jésuite portugais, missionnaire en Chine, musicien et conseiller de l’empereur Kangxi.

## Biographie
Issu de famille noble Thomas Pereira fait ses études secondaires au collège des jésuites de Braga avant d’entrer dans la Compagnie de Jésus, à Coimbra, en 1663. Trois ans plus tard, à l’âge de 21 ans il part pour  'les Indes'. Après un court séjour à Goa il arrive à Macao où il apprend les rudiments de la culture et langue chinoise au collège Saint-Paul.
C’est en tant que musicien que l’empereur désire le recevoir à sa cour. Il y est invité, escorté avec honneurs par des mandarins et royalement reçu à Pékin, où il arrive en 1673.
Jusqu’à la fin de sa vie en 1708 il mettra ses qualités et grands talents, surtout musicaux, au service de l’empereur pour en obtenir tolérance et bienveillance à l'égard du travail missionnaire de ses collègues jésuites. Il reste cependant décidément portugais et défend les intérêts du ‘Padroado’ quand il les sent menacés par l’arrivée de jésuites français en Chine.
Pereira enseigne la musique à l’empereur Kangxi. Doué d’une excellente mémoire musicale il est capable de noter la partition musicale d’une mélodie à peine entendue. L’empereur est si impressionné qu’il veut que Pereira l’accompagne même lorsqu’il quitte Pékin, ainsi lors de campagnes de chasse en Tartarie (1685 et 1696). Devenu homme de confiance de l’empereur il est envoyé avec la délégation chinoise à Selenginsk en 1688. Cette première tentative de paix avec les russes est un échec.
En 1689, de nouvelles négociations s’ouvrent à Nertchinsk. Avec la délégation impériale chinoise sont envoyés deux jésuites, le français Jean-François Gerbillon et  le portugais Thomas Pereira. Le traité de Nertchinsk, signé le 6 septembre 1689 entre les russes et les chinois, fixe leur frontière asiatique et ouvre une longue période de paix entre les deux nations.
C’est Pereira qui présente à l’empereur, au nom de tous les jésuites missionnaires, la supplique qui, en reconnaissance des services rendus par les deux jésuites à Nertchinsk obtient en 1692 l’édit de tolérance du Christianisme en Chine.
Clairement un favori de la cour, Pereira est le choix de l’empereur pour succéder à Ferdinand Verbiest décédé en 1688, comme président du tribunal des mathématiques. Celui-ci, moins compétent que d‘autres en mathématiques décline l’honneur, et avec l’aide d’Antoine Thomas fait nommer l’italien Philippe Grimaldi à cette position. Pereira et Thomas n’en seront pas moins les présidents ad intérim en attendant le retour d’Europe de Grimaldi.
Thomas Pereira occupe également à différentes époques des positions de grande responsabilité à l’intérieur de la Compagnie de Jésus. Il est le Visiteur canonique de la région de Pékin de 1687 à 1692, puis vice provincial de Chine (1692 à 1695). Entre-temps il avait été recteur du collège jésuite de Pékin de 1688 à 1691.
Il meurt à Pékin le 24 décembre 1708.